# Journée de l'ANZAC
Pour les articles homonymes, voir ANZAC.
La Journée commémorative de l'ANZAC ou ANZAC Day est célébrée le 25 avril de chaque année en Australie, en Nouvelle-Zélande, aux Samoa, aux Tonga, aux îles Cook et à Niue. Elle commémore la sanglante bataille de Gallipoli pendant la Première Guerre mondiale des Australiens et Néo-Zélandais de l'ANZAC contre l'armée ottomane en 1915, et la bataille de Villers-Bretonneux où les forces du Commonwealth stoppèrent l'avancée allemande en 1918[pas clair].

## Origines
L'ANZAC, acronyme de « Australian and New Zealand Army Corps » (Corps d'armée australien et néo-zélandais), désigne les troupes originaires d'Océanie ayant combattu durant la Première Guerre mondiale.
Pour éliminer l'empire ottoman, allié de l'empire Austro-Hongrois et de l'Allemagne, de la Première Guerre mondiale, des forces alliées sont chargées de s'emparer d'Istanbul. Le 25 avril 1915 commence le débarquement de l’ANZAC à Gallipoli, sur un promontoire étroit couronné de fortifications, face à des escarpements quasi infranchissables. Les Turcs déclenchent un feu d’enfer, mais les Australiens parviennent, vers 6 heures, à occuper le sommet de la première colline. Le jeune général turc Mustafa Kemal Pacha en ayant reçu l’ordre, lance une contre-attaque victorieuse. 8 141 Australiens sont tués au cours de cette bataille. En Australie et en Nouvelle-Zélande, on se rappelle la défaite de Gallipoli comme le baptême du feu pour ces nouvelles nations du Pacifique du Sud. 
Après la guerre, l'historien Charles Bean a cherché à favoriser la mémoire de l'ANZAC. Il a décrit les exploits de l'ANZAC comme représentant « la bravoure insouciante pour une bonne cause, pour l'esprit d'entreprise, la débrouillardise, la fidélité, la camaraderie et l'endurance ». Les Australiens ajoutent souvent à cette liste la qualité du mateship, variante locale de la camaraderie.
Mais lors de la nuit du 24 au 25 avril 1918, alors que les Allemands avaient pris Villers-Bretonneux, les Australiens la reprirent. À partir de ce moment là les troupes allemandes commencèrent à reculer… C’est ainsi qu’alors qu’à Gallipoli la bataille avait été un massacre, à Villers-Bretonneux le même jour ce fut une victoire…

## Cérémonies commémoratives

### En Australie

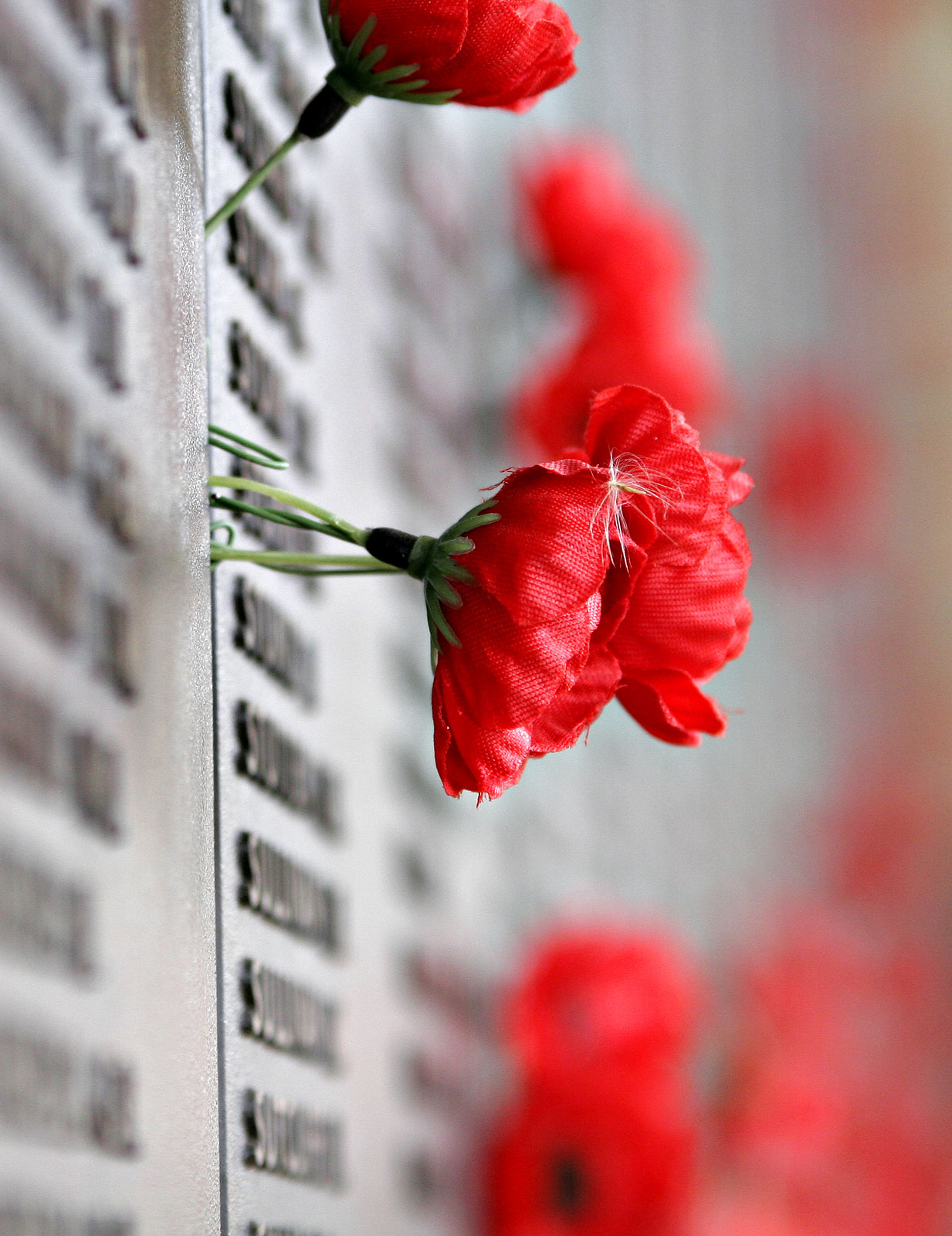
Australian War Memorial, coquelicots de papier ou de tissu.

En Australie, l'Anzac Day est célébré tous les 25 avril depuis 1921. Après la Première et la Seconde Guerre mondiale, les vétérans assistaient à un service commémoratif et défilaient dans la rue principale de chaque ville du pays, encouragés par la foule. 
La commémoration débute par les Services de l'aube : 
- ouverture de la cérémonie ;
- hymnes ;
- prières ;
- adresse ;
- pose de couronnes ;
- lecture de l'Ode du Souvenir de Laurence Binyon ;
- lecture du Last Post ;
- minute de silence ;
- sonnerie Réveille ;
- hymnes nationaux australiens et néo-zélandais.

Au l'Australian War Memorial, les familles placent souvent des coquelicots artificiels rouges à côté du nom de parents morts au combat. En Australie, des brins de romarin sont souvent portés au revers des vestons.  
Le jeu de Deux-up est traditionnellement joué dans les pubs et clubs à travers toute l'Australie, le jour de l'Anzac Day.

### En Nouvelle-Zélande

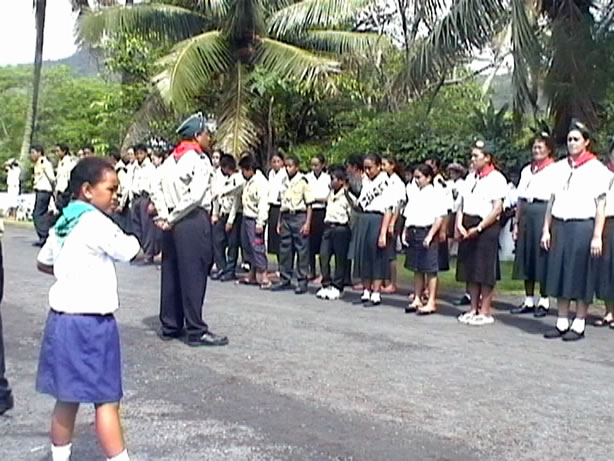
Revue des troupes pour la journée de l'ANZAC, Rarotonga, îles Cook le 25 avril 2005.

En Nouvelle-Zélande, l'Anzac Day est un jour férié depuis 1920.

### Océanie
Des cérémonies commémoratives sont également organisées aux îles Cook, à Niue, dans les Samoa et dans les Tonga. 
Il est de tradition que les membres de la famille d'un soldat tué ou disparu, visitant les lieux de mémoire, fixent un coquelicot de papier ou de tissu sur la tombe ou à défaut à côté du nom gravé sur un monument.

### En Belgique
- À Ypres, la cérémonie ANZAC Day se déroule à la porte de Menin à 11 heures.

### En France

#### Dans le département de la Somme
- À Villers-Bretonneux et Fouilloy, le Mémorial national australien a été élevé à la mémoire des soldats australiens, les Diggers, morts au combat  en France et en Belgique. Villers-Bretonneux est un des hauts-lieux de la Grande Guerre où l'armée australienne stoppa l'avancée de l'armée allemande, le 25 avril 1918, lors de la bataille du Kaiser. Les troupes australiennes commandées par le général Monash participèrent également à la bataille d'Amiens du 8 au 15 août 1918. Le mémorial a été inauguré en 1938 par le roi George VI et le président français Albert Lebrun.

Cette cérémonie a eu lieu pour la première fois en 1998, elle débute à 5 h 00 du matin et attire à près de 4 000 personnes chaque année. Le président de la République, François Hollande, s’y est d’ailleurs rendu en 2016  , pour rendre hommage aux soldats étrangers morts pour la France.  L’endroit a été choisi, parce qu’il a été le lieu de deux batailles menées par les troupes de l’Anzac.  En effet, il s’agit de la ville où les Allemands ont failli percer nos défenses en 1918, pendant la Grande Offensive de Printemps. Leur objectif était de prendre la Somme, mais leur progression a été stoppée.   Pendant la seconde bataille, les 13e et 14e brigades australiennes ont repris la ville le 25 avril. 
- À Longueval, le Mémorial national néo-zélandais, érigé en mémoire des Néo-Zélandais tombés au cours de la bataille de la Somme a été inauguré en 1922, par le président du conseil législatif néo-zélandais, Francis Bell. Une simple cérémonie s'y déroule chaque 25 avril.

#### Dans le département du Pas-de-Calais
- Bullecourt est également un lieu de commémoration important dans le Pas-de-Calais. 10 771 Australiens y ont perdu la vie lors des offensives de la bataille d'Arras[8]. L'ANZAC Day 2012 fut l'occasion de l'inauguration du musée de Bullecourt.

#### Dans le département du Nord
- Une journée de L'ANZAC est également célébré au Quesnoy, ville libérée par les troupes néo-zélandaises le 4 novembre 1918 et où a été érigé en 1923 un monument à la mémoire les combattants de Nouvelle-Zélande. Et également,
- À Fromelles, la veille, cérémonie en hommage aux soldats australiens tombés en 1916.

### En Nouvelle-Calédonie
En  Nouvelle-Calédonie, où les troupes australiennes et néo-zélandaises participèrent à la Seconde Guerre mondiale, l'Anzac Day est commémoré à trois endroits :
- à Nouméa, au mont Coffyn par les Australiens et les Néo-Zélandais ;
- à Bourail, au cimetière néo-zélandais de Nessadiou ;
- à Pouembout, dans la plaine des Gaïacs.

### En Turquie
Une cérémonie se déroule chaque année le 25 avril (ANZAC Day) sur le lieu de la bataille : 
- à ANZAC Cove, dans la péninsule de Gallipoli, organisée conjointement par la Turquie, l'Australie et la Nouvelle-Zélande.

### Au Royaume-Uni
À Londres, en Angleterre, un Service de l'aube est célébré chaque année, en alternance, entre le Mémorial australien de la guerre, et le Monument commémoratif de guerre en Nouvelle-Zélande, qui sont tous deux à Hyde Park Corner. La journée est également marquée par une cérémonie de dépôt de couronne et une parade militaire à 11 heures, au cénotaphe de Whitehall, à laquelle assistent des représentants officiels et des associations d'anciens combattants d'Australie, de Nouvelle-Zélande, du Royaume-Uni et d'autres pays. L'Anzac Day a été officiellement observé à Londres depuis 1916, quand le roi George V et la reine Mary ont assisté à la première cérémonie commémorative à l'abbaye de Westminster.

## La bataille des Dardanelles et l'Anzac Day dans l'art et la littérature

### Chanson
- La chanson And the Band Played Waltzing Matilda (1972), par Eric Bogle, évoque la sanglante bataille de Gallipoli entre les Australiens et Néo-Zélandais de l'ANZAC et l'armée ottomane et parle de la marche traditionnelle d'ANZAC Day par des vétérans de ce conflit - et de la futilité de la guerre. Cette chanson a été chantée également par Slim Dusty et The Pogues.

- La chanson Diggers Of The ANZAC (1982), par John Williamson, rend hommage à ces soldats.

### Cinéma
- La bataille des Dardanelles (25 avril 1915) est racontée dans le  film australien Gallipoli (réalisé par Peter Weir en 1981). Mel Gibson y tient l'un des deux rôles principaux.

- Les commandos de l'ombre ou Beneath Hill 60 est un film australien de Jeremy Sims racontant l'histoire de la 1re compagnie des Tunneliers Australiens creusant des mines sous les positions allemandes de la colline 60. Ce film est basé sur les exploits d'Oliver Woodward (8 octobre 1885 – 24 août 1966), un Australien métallurgiste responsable du chantier sous la colline.

- L'histoire de la bataille des Dardanelles est racontée dans le film documentaire Gallipoli de Tolga Örnek.
- La série ANZAC Girls retrace l’histoire vraie des infirmières de l’armée australienne à Gallipoli et au Front Ouest pendant la Première Guerre Mondiale. Basée sur le livre de Peter Rees « The Other ANZAC », ainsi que sur journaux, lettres, photographies de l'époque et documents historiques.

### Littérature
- Le poète Banjo Paterson a écrit la poésie We're All Australians Now au sujet de la bataille.

- Dans The One Day of the Year, le dramaturge Alan Seymour a étudié la nature paradoxale de la commémoration de la défaite de Gallipoli[9].

## Pour approfondir